# Án lệ 37/2020/AL
Án lệ 37/2020/AL về hiệu lực của hợp đồng bảo hiểm tài sản trong trường hợp bên mua bảo hiểm đóng phí bảo hiểm sau khi kết thúc thời hạn đóng bảo hiểm hay Án lệ bảo hiểm Biomass là án lệ công bố thứ 37 thuộc lĩnh vực kinh doanh thương mại của Tòa án nhân dân tối cao tại Việt Nam, được Hội đồng Thẩm phán Tòa án nhân dân tối cao thông qua, Chánh án Tối cao Nguyễn Hòa Bình ra quyết định công bố ngày 25 tháng 2 năm 2020, và có hiệu lực cho tòa án các cấp trong cả nước nghiên cứu, áp dụng trong xét xử từ ngày 15 tháng 4 năm 2020. Án lệ 37 dựa trên nguồn là Quyết định giám đốc thẩm số 28 ngày 26 tháng 6 năm 2018 của Tòa án nhân dân cấp cao tại Thành phố Hồ Chí Minh về vụ án kinh doanh thương mại tranh chấp hợp đồng bảo hiểm tại tỉnh Đồng Nai, nội dung xoay quanh hợp đồng bảo hiểm tài sản; phí và thời hạn đóng phí bảo hiểm; hiệu lực của hợp đồng bảo hiểm; sự kiện bảo hiểm; và bồi thường thiệt hại. Đây là án lệ do Vụ Pháp chế và Quản lý khoa học, Tòa án nhân dân tối cao đề xuất.
Trong vụ việc, nguyên đơn là Công ty Nam Thái Nguyễn ký kết hợp đồng bảo hiểm trực tiếp, bảo hiểm trách nhiệm công cộng với bị đơn là Tổng Công ty cổ phần Bảo hiểm Petrolimex, tiến hành bảo hiểm cho lò hơi công nghiệp sản xuất giấy. Bên cạnh đó là các hợp đồng tín dụng, hợp đồng thế chấp tài sản dựa trên thiết bị công nghiệp này đối với bên thứ ba là Ngân hàng Thương mại cổ phần Ngoại thương Việt Nam. Trong giai đoạn tiếp theo, thiết bị xảy ra sự cố và bị nổ. Từ đây, tranh chấp xảy ra về hợp đồng bảo hiểm, yêu cầu bồi thường bảo hiểm cho thiệt hại quy mô lớn. Vụ án cùng được chọn làm nguồn án lệ để xem xét hiệu lực của hợp đồng bảo hiểm tài sản trong trường hợp bên mua bảo hiểm đóng phí bảo hiểm sau khi kết thúc thời hạn đóng phí bảo hiểm.

## Tóm lược vụ án
Công ty trách nhiệm hữu hạn Nam Thái Nguyễn (gọi tắt: Nam Thái Nguyễn) là một doanh nghiệp chuyên sản xuất và kinh doanh hơi nước bão hòa, dùng trong các ngành sản xuất kinh doanh như sản xuất thuốc lá, giấy, chế biến thực phẩm, tập trung vào chế tạo lò hơi công nghiệp, sử dụng nguyên liệu đốt sạch, trụ sở đặt tại xã Phước Tân, thủ phủ Biên Hòa, tỉnh Đồng Nai. Những năm 2014, 2015, Nam Thái Nguyễn đã lắp đặt các lò hơi công nghiệp tại Công ty cổ phần H (gọi tắt: Công ty H), địa điểm thuộc phường Long Bình, thành phố Biên Hòa; và tại Công ty trách nhiệm hữu hạn một thành viên Giấy Sài Gòn, nay là Công ty cổ phần Giấy Sài Gòn (gọi tắt: Giấy Sài Gòn), địa điểm Khu công nghiệp Mỹ Xuân A, phường Mỹ Xuân, thị xã Phú Mỹ, tỉnh Bà Rịa – Vũng Tàu. Với những hoạt động chế tạo và cung cấp, lắp đặt và vận hành thiết bị công nghiệp này, Nam Thái Nguyễn đồng thời tiến hành ký kết hợp đồng bảo hiểm trực tiếp và bảo hiểm trách nhiệm công cộng với Tổng Công ty cổ phần Bảo hiểm Petrolimex (gọi tắt: PJICO) thông qua công ty con là Công ty Bảo hiểm Petrolimex Đồng Nai (gọi tắt: PJICO Đồng Nai). Bên cạnh đó, Nam Thái Nguyễn dựa trên các lò hơi công nghiệp để ký kết hợp đồng tín dụng, thế chấp tài sản với Ngân hàng Thương mại cổ phần Vietcombank, Chi nhánh Biên Hòa (gọi tắt: Vietcombank Biên Hòa), nhằm vay vốn phục vụ kinh doanh.
Năm 2015, biến cố xảy ra khi có vụ nổ lớn vì lỗi kỹ thuật đối với một lò hơi công nghiệp đặt tại Giấy Sài Gòn, thiệt hại nghiêm trọng cho toàn bộ hệ thống và tính mạng công nhân, hai người chết. Vụ nổ được trưng cầu giám định và thông qua điều tra kết luận rằng không có vấn đề về hình sự. Từ đây, vấn đề dân sự xảy ra khi các bên không thỏa thuận được việc thực hiện hợp đồng bảo hiểm; chủ yếu bởi hãng bảo hiểm cho rằng hợp đồng bảo hiểm hai bên bị vô hiệu do Nam Thái Nguyễn chậm thanh toán. Nguyên đơn Nam Thái Nguyễn khởi kiện bị đơn PJICO lên Tòa án nhân dân thành phố Biên Hòa, yêu cầu bồi thường bảo hiểm trực tiếp toàn bộ tổn thất và chi trả chi phí đối phó sự việc, bồi thường cho bên thứ ba.

## Tranh tụng

### Nguyên đơn
Ngày 17 tháng 5 năm 2016, Nam Thái Nguyễn đã đệ đơn khởi kiện PJICO, Tòa án nhân dân thành phố Biên Hòa đã thụ lý vụ án ngày 2 tháng 6 và bắt đầu giải quyết tranh chấp. Tại đơn khởi kiện và trong quá trình tố tụng, người đại diện theo ủy quyền của nguyên đơn, Nam Thái Nguyễn trình bày rằng: Nam Thái Nguyễn được thành lập và hoạt động từ 2004. Nguyên đơn là bên được bảo hiểm đã ký kết 07 hợp đồng bảo hiểm với PJICO Đồng Nai, tiến hành bảo hiểm thiết bị lò hơi công nghiệp, tức nồi hơi và bảo hiểm trách nhiệm công cộng có liên quan từ sự cố. Theo đó, mỗi thiết bị đều được bảo hiểm trực tiếp và bảo hiểm liên quan; hợp đồng xoay quanh giấy tờ, chứng từ chứng nhận, thông báo thu phí, điều khoản bổ sung, quy tắc bảo hiểm, trách nhiệm khi có biến cố xảy ra đối với bên thứ ba. Việc bảo hiểm được thực hiện trong sự cố và trong suốt thời gian có hiệu lực của hợp đồng, trong lĩnh vực và phạm vi nhất định.

#### Lò hơi công nghiệp

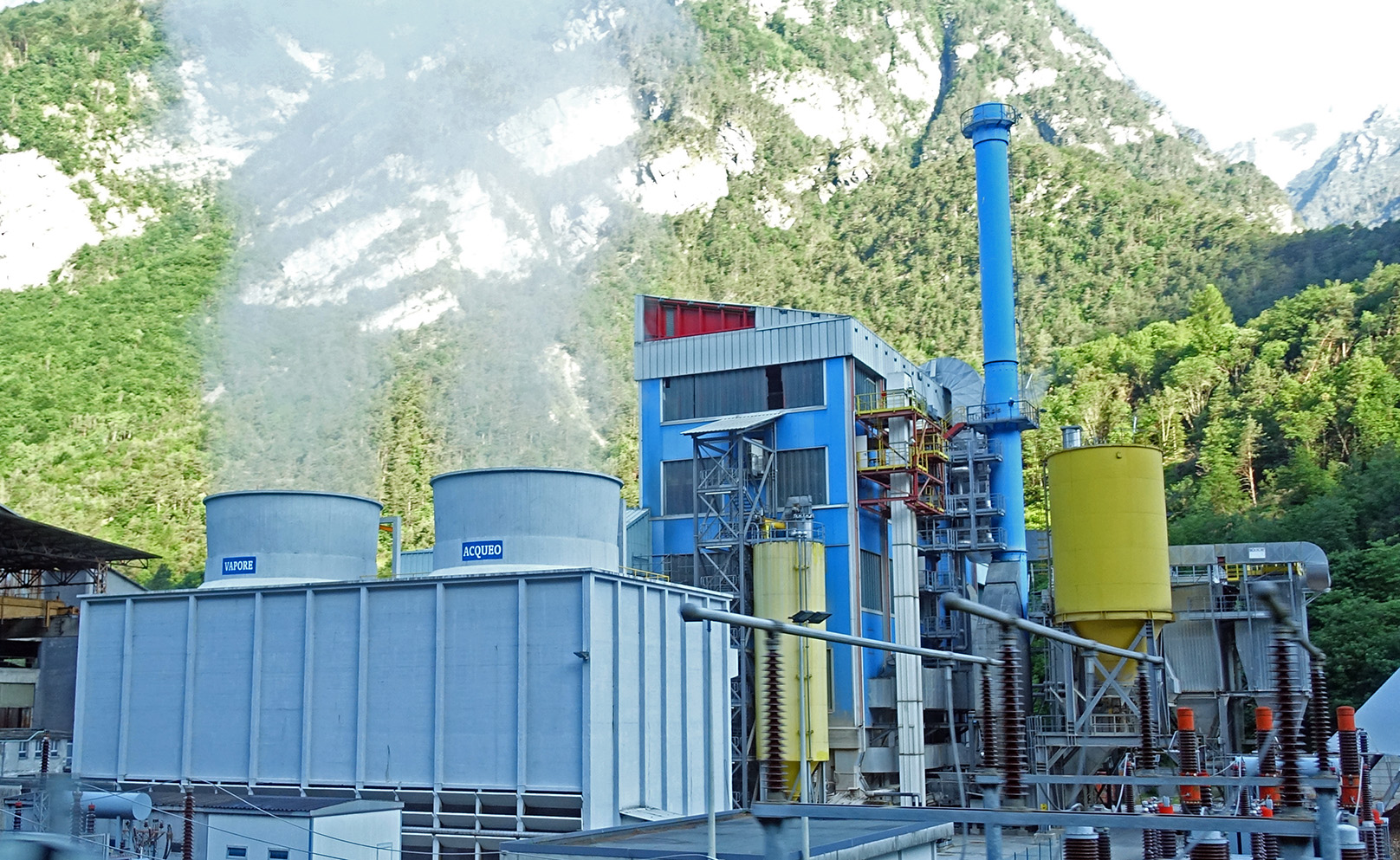
Ảnh miêu tả lò hơi Biomass phổ biến.

Nguyên đơn trình bày rằng Nam Thái Nguyễn và PJICO Đồng Nai đã ký kết bốn hợp đồng bảo hiểm thiết bị lò hơi công nghiệp đều là lò sấy Biomass, gồm Lò Biomass (tên thường gọi Lò Hòa Việt), Lò Biomass 01, Biomass 02 và Biomass 03. Trong đó, vào ngày 24 tháng 3 năm 2015, hai bên ký hợp đồng bảo hiểm với Lò Hòa Việt (gọi tắt: Hợp đồng 0005), với số tiền bảo hiểm 6,5 tỷ đồng; bảo hiểm tài sản là 2,0 tỷ đồng, địa điểm được bảo hiểm là Công ty H tại khu phố 8, phường Long Bình, thành phố Biên Hòa, tỉnh Đồng Nai; thời hạn bảo hiểm từ ngày 1 tháng 4 năm 2015 đến ngày 31 tháng 3 năm 2016. Ngày 26 tháng 3 năm 2015, hợp đồng bảo hiểm với Lò Biomass 03 được ký (gọi tắt: Hợp đồng 0006), với số tiền bảo hiểm là 13 tỷ đồng; thông số giới hạn, đối tượng thụ hưởng và thời hạn tham gia tương đương Lò Hòa Việt; bảo hiểm đặt tại Giấy Sài Gòn ở Khu công nghiệp Mỹ Xuân A, phường Mỹ Xuân, thị xã Phú Mỹ, tỉnh Bà Rịa – Vũng Tàu.
Ngày 30 tháng 9 năm 2015, hai bên ký kết hai hợp đồng bảo hiểm lò hơi công nghiệp là Lò sấy Biomass số 01 (gọi tắt: Hợp đồng 0007), và Lò sấy Biomass 02 (gọi tắt: Hợp đồng 0008). Số tiền bảo hiểm là 9,3 tỷ đồng cho Biomass 01 và 5,4 tỷ đồng cho Biomass 02; thống số giới hạn, đối tượng thụ hưởng và thời hạn tham gia tương đương Lò Hòa Việt, khác ở phần tài sản và thời hạn bảo hiểm, trong đó tải sản bảo hiểm là 800 triệu đồng cho mỗi sự cố, thời hạn từ 01 tháng 10 năm 2015 đến 01 tháng 10 năm 2016. Địa điểm được bảo hiểm đều đặt tại Giấy Sài Gòn, Bà Rịa – Vũng Tàu. Cả bốn hợp đồng bảo hiểm thiết bị đều có giới hạn trách nhiệm với bên thứ ba là 1,0 tỷ đồng, trách nhiệm về người là chi trả cho mỗi người 20 triệu đồng/người/mỗi sự cố; chi trả 200 triệu đồng toàn bộ. Đối tượng thụ hưởng bảo hiểm đều là Vietcombank Biên Hòa.

#### Bảo hiểm công cộng
Bên cạnh bốn hợp đồng bảo hiểm thiết bị lò hơi công nghiệp là ba hợp đồng bảo hiểm trách nhiệm công cộng được ký kết giữa hai bên. Trong đó, ký Hợp đồng 0009 đi kèm Lò Hòa Việt, Hợp đồng bảo hiểm công cộng 0010 đi kèm Lò Biomass 03, Hợp đồng bảo hiểm công cộng 0057 đi kèm Lò Biomass 01 và Biomass 02. Cả ba hợp đồng bảo hiểm trách nhiệm công cộng đều có bộ hồ sơ đính kèm các giấy từ tương tự, theo đó Nam Thái Nguyễn được PJICO Đồng Nai bảo hiểm với số tiền là 21 tỷ đồng cho mỗi vụ tổn thất và cho toàn bộ cả năm ở mỗi lò hơi công nghiệp, giới hạn về người không quá 20 triệu/người/vụ. PJICO Đồng Nai bồi thường cho những tổn thương cá nhân hoặc thiệt hại vật chất xảy ra trong thời hạn bảo hiểm do một sự cố trong giới hạn địa lý liên quan đến hoạt động kinh doanh của nguyên đơn, địa điểm tại Công ty H (Lò Hòa Việt) và Giấy Sài Gòn (Lò Biomass 01, 02 và 03), đối tượng thụ hưởng là Vietcombank Biên Hòa (người thụ hưởng thứ nhất), và Nam Thái Nguyễn (người thụ hưởng thứ hai). Thời hạn như bảo hiểm Biomass tương đồng bốn hợp đồng bảo hiểm thiết bị [nêu trên].

#### Thiệt hại sự việc
Vào khoảng 00 giờ 30 phút, ngày 13 tháng 11 năm 2015, tại Giấy Sài Gòn xảy ra sự cố nổ Lò Biomass 03, toàn bộ hệ thống lò hơi bị phá hủy. Bên cạnh đó là thiệt hại tài sản đối với Giấy Sài Gòn tức bên thứ ba gồm chi phí chữa cháy, chi phí xây dựng, thiệt hại do ngừng máy. Hai công nhân trực vận hành là Nguyễn Văn Trung và Nguyễn Thạnh Long đã chết. Việc phát sinh dọn dẹp hiện trường gồm tháo dỡ, vận chuyển và gửi giữ những tài sản tại hiện trường sau khi xảy ra sự cố. Ngoài ra, vụ nổ làm hư hỏng một phần Lò Biomass 02 ở cùng vị trí của Nam Thái Nguyễn tại cùng vị trí của Giấy Sài Gòn.
Vào lúc 10 giờ sáng cùng ngày, PJICO và Nam Thái Nguyễn đã lập biên bản hiện trường. Cơ quan Cảnh sát điều tra, Công an tỉnh Bà Rịa – Vũng Tàu đã trưng cầu giám định nguyên nhân dẫn đến sự cố. Đến ngày 13 tháng 1 năm 2016, đã có bản kết luận giám định của Phân Viện Khoa học hình sự (C54B), Bộ Công an, thể hiện tại ba văn bản của Cơ quan Cảnh sát điều tra Bà Rịa – Vũng Tàu ngày 26 tháng 1, gồm kết luận việc không khởi tố vụ án hình sự sự cố này; kết luận xác minh tin báo về tội phạm; thông báo kết quả giải quyết tin báo về tội phạm; và công văn của Viện kiểm sát nhân dân tỉnh Bà Rịa – Vũng Tàu về việc kết luận xác minh đơn tố giác tội phạm. Các cơ quan đã kết luận nguyên nhân vụ nổ Lò Biomass 03 là do lỗi kỹ thuật, thiết bị vẫn trong thời hạn kiểm định, vì vậy vụ nổ này không có dấu hiệu của tội phạm xảy ra. PJICO Đồng Nai chỉ định Công ty cổ phần giám định B tiến hành giám định tổn thất sự cố. Việc giám định thực hiện trong các ngày 17 đến 20 và 28 tháng 11 năm 2015, thể hiện bằng các biên bản ghi nhận hiện trường và đã xác định được phần thiệt hại bao gồm: Lò Biomass 03; nhà Lò Biomass 01 và 02; thiết bị sử dụng chung giữa các lò hơi; các thiệt hại về cơ khí, điện; tài sản của bên thứ ba là Giấy Sài Gòn; việc dọn dẹp hiện trường trên thực tế.
Nam Thái Nguyễn đã tổng hợp và gửi số liệu yêu cầu PJCO, và PJICO Đồng Nai bồi thường thiệt hại thiết bị trực đối với Lò Biomass 03; thiết bị, vật tư tiếp liệu phục vụ tăng khả năng sử dụng các loại nguyên liệu đốt, thiết bị đi kèm, chi phí dọn hiện trường; thiệt hại người. Nguyên đơn cho rằng các thiệt hại này thuộc phạm vi trách nhiệm bảo hiểm trực tiếp và công cộng của PJICO vì nó xảy ra trong phạm vi địa lý Việt Nam tại địa điểm đã thảo luận.

#### Trao đổi hai bên
Về vấn đề hồi đáp của bị đơn, nguyên đơn trình bày rằng: PJICO Đồng Nai đã không đồng ý bồi thường trách nhiệm vật chất đối với Lò Biomass 03 và trách nhiệm bảo hiểm công cộng đối với người, tài sản bên thứ ba cho Nam Thái Nguyễn, vì bị đơn đã phủ nhận hiệu lực Hợp đồng 0006, 0010; 0005, 0009 qua các văn bản hồi đáp. Ngày 26 tháng 11 năm 2015, nguyên đơn gửi công văn cho PJICO phúc đáp không chấp nhận nội dung từ chối trách nhiệm bảo hiểm của bị đơn và yêu cầu phải bồi thường toàn bộ thiệt hại xảy ra. Bị đơn tiếp tục từ chối bồi thường với lý giải rằng: nguyên đơn phải thanh toán phí bảo hiểm trước ngày 1 tháng 5 năm 2015 nhưng đến thời điểm ngày 7 tháng 5, PJICO Đồng Nai mới nhận phí bảo hiểm, căn cứ vào điều khoản thanh toán trong các hợp đồng này thì nó đã chấm dứt hiệu lực vào ngày 1 tháng 5, trước thời điểm xảy ra tổn thất ngày 13 tháng 11, nên không thuộc trách nhiệm bảo hiểm của bị đơn. Vì không đồng ý đối với việc từ chối trách nhiệm bảo hiểm của PJICO Đồng Nai, ngày 2 tháng 12 năm 2015, Nam Thái Nguyễn đã gửi đơn khiếu nại đến PJICO. Nguyên đơn cho rằng PJICO từ chối bồi thường với lý do trên hoàn toàn không có căn cứ.
Nguyên đơn trình bày về các điều khoản của hợp đồng. Về thời điểm có hiệu lực, bị đơn viện dẫn điều khoản về việc hợp đồng giao kết hợp pháp có hiệu lực từ thời điểm giao kết; thời điểm giao kết là lúc bên đề nghị nhận được trả lời chấp nhận giao kết, hoặc vào thời điểm bên sau cùng ký vào văn bản. Trên thực tế, PJICO đã cấp giấy chứng nhận bảo hiểm đối với các Hợp đồng 0005, 0009, 0006, và 0010, đã xuất hóa đơn giá trị gia tăng cho Nam Thái Nguyễn, đã nhận tiền phí bảo hiểm với tổng số tiền phí của các hợp đồng là 91,179 triệu đồng. Các bên không có thỏa thuận khác về thời điểm có hiệu lực của hợp đồng. Nguyên đơn cho rằng PJICO phải chịu trách nhiệm bồi thường các tổn thất khi thời điểm phát sinh trách nhiệm bảo hiểm; nguyên đơn đã đóng phí bảo hiểm bằng chuyển khoản đầy đủ và bị đơn đã, đúng theo quy định pháp luật về hiệu lực. Theo cách lý giải, viện dẫn để phủ nhận hiệu lực của hợp đồng bảo hiểm, không chịu trách nhiệm bồi thường của PJICO là không có lợi cho Nam Thái Nguyễn nên điều khoản bổ sung về thanh toán không có giá trị hiệu lực. Mặt khác, các điều khoản bổ sung là một bộ phận của Hợp đồng 0005, 0006, 0009, 0010 không phải là bộ phận của các hợp đồng này. Theo các hợp đồng bảo hiểm trách nhiệm công cộng tại Hợp đồng 0009, số 0010, PJICO viện dẫn cho rằng tồn tại điều khoản về cam kết thời hạn thanh toán phí bảo hiểm (15 ngày) phủ nhận hiệu lực hợp đồng, không chịu trách nhiệm bồi thường sự cố bảo hiểm cho Nam Thái Nguyễn là không có cơ sở, do không liên quan đến hợp đồng đã ký và bất lợi cho nguyên đơn khi vận dụng điều khoản bổ sung. Ngoài ra, về thiệt hại của Lò Biomass 02, nguyên đơn cho rằng bị đơn cố tình lẩn tránh không thực hiện trách nhiệm bồi thường tổn thất theo Hợp đồng 0008 như cam kết.

#### Yêu cầu bồi thường
Với các lẽ trình bày trên, nguyên đơn vẫn giữ nguyên yêu cầu khởi kiện nhưng tại phiên tòa sơ thẩm, nguyên đơn đã xin rút một phần yêu cầu khởi kiện như sau: rút yêu cầu công nhận hiệu lực Hợp đồng 0009; không yêu cầu PJICO phải chịu trách nhiệm bồi thường trách nhiệm công cộng về người là 633 triệu đồng theo Hợp đồng 0010 và 0057; không tính lãi phạt quá hạn 150% trong yêu cầu bồi thường thiệt hại do PJICO chậm thực hiện nghĩa vụ bồi thường bảo hiểm; rút một phần yêu cầu khởi kiện bồi thường cho nguyên đơn toàn bộ tổn thất nổ lò hơi tầng sôi Biomass 03 theo Hợp đồng 0006 được thống kê là 18.184.750.678 đồng, mà chỉ yêu cầu bồi thường 13 tỷ đồng bảo hiểm và 200 triệu đồng dọn dẹp hiện trường.
Ngoài việc rút một phần khởi kiện như trên, Nam Thái Nguyễn vẫn giữ nguyên các yêu cầu khởi kiện còn lại và đề nghị Tòa án giải quyết buộc bị đơn thực hiện các vấn đề là: công nhận hiệu lực Hợp đồng 0006, 0010, 0057; bị đơn phải chịu trách nhiệm bồi thường toàn bộ thiệt hại gồmt oàn bộ tổn thất nổ Lò Biomass 03 trị giá 13 tỷ đồng; bảo hiểm trách nhiệm công cộng về tài sản của bên thứ ba do sự cố nêu trên là 1.510.790.352 đồng; toàn bộ tổn thất lò hơi tầng sôi Biomass 02 là 500 triệu đồng; bồi thường thiệt hại do chậm thực hiện nghĩa vụ bồi thường bảo hiểm sau 15 ngày kể từ ngày 19 tháng 11 năm 2015 cho đến ngày nhận đủ yêu cầu bồi thường hợp lệ lúc xét xử sơ thẩm theo lãi suất cơ bản do Ngân hàng Nhà nước là 1.167.428.159 đồng. Tổng cộng các trình bày, nguyên đơn yêu cầu bị đơn bảo hiểm 16.378.218.511 đồng.
Bên cạnh đó, nguyên đơn có bổ sung thêm để Tòa án có cơ sở xem xét, giải quyết, gồm: thẩm quyền giải quyết tranh chấp của Tòa án; về việc khởi kiện ra Tòa là đúng, bởi hợp đồng giữa hai bên được soạn sẵn bởi PJICO, có thỏa thuận trọng tài, Nam Thái Nguyễn được quyền chọn Trọng tài hoặc Tòa án giải quyết tranh chấp. Nam Thái Nguyễn chọn Tòa án để giải quyết tranh chấp.

### Bị đơn

#### Hiệu lực hợp đồng
Trong quá trình trao đổi và tại phiên tòa, bị đơn trình bày ý kiến về các nội dung yêu cầu khởi kiện của nguyên đơn. Về Hợp đồng 0006, 0010, được bai bên cùng nhau thỏa thuận và ký kết đúng theo quy định của pháp luật. Tuy nhiên, trong quá trình thực hiện hợp đồng, nguyên đơn đã không thực hiện đầy đủ các cam kết trong hợp đồng dẫn đến hợp đồng đã hết hiệu lực trước thời điểm xảy ra tổn thất, cụ thể như sau: theo thỏa thuận, thời hạn thanh toán được quy định là trong vòng 15 ngày kể từ ngày 26 tháng 3 năm 2015; trong trường hợp người được bảo hiểm không đóng đủ phí bảo hiểm hoặc không đóng phí bảo hiểm theo điều khoản thanh toán, thì hiệu lực của hợp đồng bảo hiểm sẽ mặc nhiên chấm dứt vào ngày kế tiếp. Như vậy theo thời hạn thanh toán phí này thì nguyên đơn phải thanh toán phí bảo hiểm cho bị đơn trước ngày 10 tháng 4. Bên cạnh đó, thỏa thuận cũng nêu rõ rằng, dù cho có bất kỳ điều kiện nào trái ngược, thì việc thanh toán phải được hoàn thành trong thời hạn 30 ngày kể từ ngày bắt đầu hiệu lực của đơn bảo hiểm.
Từ đây, bị đơn cho rằng nguyên đơn phải thanh toán phí bảo hiểm trước ngày 1 tháng 5 năm 2015 bởi hợp đồng đi vào hiệu lực từ 01 tháng 4, tức 30 ngày trước đó. Tuy nhiên, đến thời điểm ngày 7 tháng 5 năm 2015, bị đơn mới nhận được phí bảo hiểm từ nguyên đơn, và việc thanh toán này đã chậm bảy ngày so với quy định của điều khoản bổ sung, chậm 26 ngày so với điều khoản thanh toán trong giấy chứng nhận bảo hiểm. Vì vậy, bị đơn viện dẫn hợp đồng hai bên và quy định pháp luật, cho rằng tổn thất nổ lò hơi tầng sôi Biomass 03 công suất 30 tấn/h không thuộc trách nhiệm bảo hiểm của bị đơn, vì cả hai hợp đồng bảo hiểm trực tiếp và bảo hiểm công cộng liên quan tới Lò Biomass 03 đã chấm dứt hiệu lực vào ngày 1 tháng 5 năm 2015 do thanh toán chậm, trước thời điểm xảy ra tổn thất ngày 13 tháng 11 năm 2015.

#### Hợp đồng liên quan
Đối với Hợp đồng 0008 được hai bên cùng nhau thỏa thuận và ký kết ngày 30 tháng 9 năm 2015, bị đơn kết luận rằng hợp đồng bảo hiểm cho Lò Biomass 02 đã được nguyên đơn thực hiện đầy đủ nghĩa vụ, do đó bị đơn sẽ xem xét giải quyết bồi thường theo quy định. Trong thời điểm diễn biến vụ việc, các bên đã thống nhất mời giám định cho Lò Biomass 02, đang tiến hành công việc của mình, khi có kết quả thì bị đơn sẽ tiến hành bồi thường theo quy định. Bị đơn khẳng định rằng, đối với tổn thất Lò Biomass 02, bị đơn không trốn tránh trách nhiệm như nguyên đơn nêu mà PJICO Đồng Nai đang phối hợp với Nam Thái Nguyễn và Công ty cổ phần giám định B xác định giá trị thiệt hại, trên cơ sở đó để bồi thường theo quy định. Do vậy, bị đơn đề nghị Tòa xem xét không thụ lý nội dung về tổn thất Lò Biomass 02.
Đối với Hợp đồng 0009, bị đơn cho rằng địa điểm được bảo hiểm, được thỏa thuận là tại Công ty H, không liên quan đến tổn thất xảy ra tại Giấy Sài Gòn. Do vậy, đề nghị Tòa không xem xét nội dung này. Đối với yêu cầu bồi thường về người của nguyên đơn theo các Hợp đồng 0009, 0010 và 0057, bị đơn đề nghị Tòa án bác bỏ vì các hợp đồng bảo hiểm trách nhiệm công cộng không bảo hiểm cho người làm công hay người làm thuê cho người được bảo hiểm. Đối với tổn thất liên quan đến trách nhiệm người thứ ba thuộc Hợp đồng 0057 thì bị đơn lập luận tương tự với Hợp đồng 0008, đang tiến hành thẩm định.

#### Phúc đáp nguyên đơn
Qua những trình bày, lập luận về hiệu lực hợp đồng, hợp đồng liên quan, bị đơn kết luận ý kiến cho nội dung yêu cầu khởi kiện của nguyên đơn. Về việc tính lãi suất do chậm thanh toán bồi thường cho tất cả các hạng mục khởi kiện, bị đơn cho là không có cơ sở vì Hợp đồng 0006 và 0010 đã chấm dứt hiệu lực trước thời điểm xảy ra tổn thất. Về Hợp đồng 0008, 0057 thì bị đơn đang xem xét thẩm định để bồi thường cho các tổn thất. Tuy nhiên, tới thời điểm xét xử, nguyên đơn chưa cung cấp đầy đủ chứng từ chứng minh tổn thất theo công văn yêu cầu và hướng dẫn bằng nhiều cuộc họp của Công ty cổ phần giám định B. Mặt khác, bảo hiểm có trách nhiệm bồi thường trong vòng 15 ngày kể từ ngày nhận được đầy đủ hồ sơ hợp lệ theo quy định của Luật Kinh doanh bảo hiểm, quy tắc bảo hiểm và hợp đồng bảo hiểm có hiệu lực. Trong trường hợp này, nguyên đơn chưa cung cấp đầy đủ hồ sơ theo quy định, do đó bị đơn chưa thể thực hiện bồi thường thiệt hại Lò Biomass 02, nên không thể cho rằng bị đơn chậm thực hiện nghĩa vụ theo như đơn khởi kiện của nguyên đơn. Về mốc thời gian tính khiếu nại chậm thực hiện nghĩa vụ bồi thường: nguyên đơn khiếu nại rằng bị đơn chậm thực hiện nghĩa vụ bồi thường từ thời điểm 19 tháng 1 năm 2015, thời gian mà nguyên đơn đề cập tính lãi suất không liên quan gì đến thời điểm tổn thất, cũng không liên quan gì đến công văn của hai bên.
Về quy định về bồi thường do chậm nghĩa vụ thanh toán: bị đơn viện dẫn Luật Kinh doanh bảo hiểm và quy tắc bảo hiểm, cho rằng doanh nghiệp bảo hiểm có trách nhiệm bồi thường cho người được bảo hiểm trong vòng 15 ngày kể từ ngày nhận được đầy đủ hồ sơ hợp lệ theo quy định. Bị đơn đã thực hiện đầy đủ trách nhiệm của mình theo đúng như các điều kiện, điều khoản đã được các bên cùng thống nhất trong các Hợp đồng 0006, 0009. Việc từ chối bồi thường đối với các hợp đồng này là đúng với các cam kết trong hợp đồng và đúng quy định của Luật Kinh doanh bảo hiểm. Từ những vấn đề nêu trên, bị đơn phúc đáp yêu cầu của nguyên đơn và đề nghị Tòa bác toàn bộ yêu cầu khởi kiện của nguyên đơn. Về chứng thư thẩm định giá của nguyên đơn, bị đơn có ý kiến là không đồng ý vì việc thẩm định giá là không phù hợp và không đúng quy định pháp luật. Tòa án đã giải thích là bị đơn có quyền yêu cầu thẩm định giá lại thì phía bị đơn đã có ý kiến gửi cho Tòa án là việc sử dụng chứng thư thẩm định giá làm cơ sở đề bồi thường bảo hiểm là không đúng với các quy định của pháp luật về bồi thường bảo hiểm.

### Bên thứ ba
Người có quyền lợi, nghĩa vụ liên quan là PJICO Đồng Nai do Giám đốc Chu Thanh Tùng đại diện trình bày rằng công ty con thống nhất ý kiến của bị đơn trong bản tự khai, các biên bản hòa giải và không có ý kiến gì khác. Các ý kiến của PJICO gửi Tòa án cũng là ý kiến của PJICO Đồng Nai với tư cách là người đại diện theo pháp luật của người có quyền lợi, nghĩa vụ liên quan.

#### Thống kê thế chấp
Người có quyền lợi, nghĩa vụ liên quan là Vietcombank Biên Hòa do Hà Thị Thanh H đại diện theo ủy quyền trình bày cụ thể về các tình tiết của vụ án có liên quan đến ngân hàng. Nam Thái Nguyễn đã thế chấp tài sản cho Vietcombank Biên Hòa, các tài sản thế chấp là: hệ thống lò hơi lắp đặt tại Công ty H, thế chấp ngày 8 tháng 5 năm 2013; Lò Biomass 02 đặt tại Giấy Sài Gòn, thế chấp ngày 1 tháng 10 năm 2014; Lò Biomass 03 đặt tại Giấy Sài Gòn, thế chấp ngày 6 tháng 2 năm 2015. Các tài sản thế chấp đều được nguyên đơn mua bảo hiểm đúng như trình bày của nguyên đơn. Vietcombank Biên Hòa là người thụ hưởng thứ nhất của hợp đồng bảo hiểm công cộng, số tiền bảo hiểm đều là 21 tỷ đồng.
| Thống kê hợp đồng tín dụng giữa bị đơn và bên thứ ba (đơn vị: VND)                                                             | Thống kê hợp đồng tín dụng giữa bị đơn và bên thứ ba (đơn vị: VND) | Thống kê hợp đồng tín dụng giữa bị đơn và bên thứ ba (đơn vị: VND) | Thống kê hợp đồng tín dụng giữa bị đơn và bên thứ ba (đơn vị: VND) | Thống kê hợp đồng tín dụng giữa bị đơn và bên thứ ba (đơn vị: VND) | Thống kê hợp đồng tín dụng giữa bị đơn và bên thứ ba (đơn vị: VND) |
| Mục đích vay | Tiền vay                                                           | Hạn vay                                                            | Lãi suất                                                           | Dư nợ                                                              | Nguồn                                                              |
| --- | ------------------------------------------------------------------ | ------------------------------------------------------------------ | ------------------------------------------------------------------ | ------------------------------------------------------------------ | ------------------------------------------------------------------ |
| Bổ sung vốn lưu động để phục vụ việc sản xuất kinh doanh.                                                                      | 8,0 tỷ                                                             | 12 tháng                                                           | 7,3%                                                               | 8,991 tỷ                                                           | [ 52 ]                                                             |
| Thanh toán tiền mua xe ô tô tải Thaco Auman mới 100%.                                                                          | 425 triệu                                                          | 36 tháng                                                           | 10%                                                                | 125 triệu                                                          | [ 53 ]                                                             |
| Thanh toán tiền mua máy móc, thiết bị, vật tư và các chi phí khác liên quan đến việc đầu tư xây dựng hệ thống thiết bị lò hơi. | 4,5 tỷ                                                             | 48 tháng                                                           | 10%                                                                | 3,226 tỷ                                                           | [ 54 ]                                                             |
| Thanh toán tiền mua xe ô tô tải Thaco Auman mới 100%.                                                                          | 561 triệu                                                          | 36 tháng                                                           | 10%                                                                | 358 triệu                                                          | [ 55 ]                                                             |
| Thanh toán tiền mua xe ô tô tải Thaco Auman mới 100%                                                                           | 564 triệu                                                          | 36 tháng                                                           | 10%                                                                | 392 triệu                                                          | [ 56 ]                                                             |
| Thanh toán tiền mua xe ô tô tải Thaco Auman mới 100%                                                                           | 319 triệu                                                          | 36 tháng                                                           | 10%                                                                | 221 triệu                                                          | [ 57 ]                                                             |
| Thanh toán tiền mua máy móc, thiết bị, vật tư và các chi phí khác liên quan đến việc đầu tư xây dựng hệ thống thiết bị lò hơi. | 6,0 tỷ                                                             | 48 tháng                                                           | 10%                                                                | 5,950 tỷ                                                           | [ 58 ]                                                             |

#### Về sự cố
Theo văn bản trình báo sự việc mà nguyên đơn gửi, thì vụ nổn đã gây ra thiệt hại hoàn toàn cho tài sản đang thế chấp tại ngân hàng, giá trị thiệt hại ước tính khoảng 13 tỷ đồng. Ngày 16 tháng 11 năm 2015, ngân hàng đã xuống hiện trường vụ việc thực tế và làm việc với nguyên đơn; yêu cầu phía khách hàng cung cấp chi tiết tình trạng tài sản thế chấp, đồng thời tích cực triển khai làm việc với PJICO Đồng Nai để được bồi thường thiệt hại do sự cố trên gây ra. Về vụ án, nguyên đơn yêu cầu Toà án công nhận hiệu lực Hợp đồng 0006, 0010, 0005, 0009, 0057 yêu cầu PJICO phải chịu trách nhiệm bồi thường toàn bộ thiệt hại, gồm thiệt hại trực tiếp tài sản gặp sự cố, thiệt hại bên thứ ba, bồi thường trách nhiệm công cộng, và tổn thất do chậm tiến độ bảo hiểm, thanh toán chậm. Tổng cộng yêu cầu của nguyên đơn là 24.343.357.328 đồng. Đối với các nội dung của nguyên đơn khởi kiện bị đơn nêu trên, cùng chứng thư thẩm định giá, Vietcombank Biên Hòa không có ý kiến gì thêm và đề nghị Tòa án xét xử theo quy định của pháp luật.

## Phán quyết của tòa án

### Sơ thẩm
Ngày 11 tháng 10 năm 2016, tại đường Nguyễn Du, phường Quang Vinh, thành phố Biên Hòa, tỉnh Đồng Nai, phiên xét xử sơ thẩm ra phán quyết sau nhiều phiên đã diễn ra. Tòa án nhân dân thành phố Biên Hòa đã ra phán quyết: chấp nhận đơn khởi kiện của Nam Thái Nguyễn. Tòa án quyết định buộc PJICO công nhận hiệu lực Hợp đồng 0006, 0010, phải chịu trách nhiệm bồi thường cho nguyên đơn thiệt hại gồm 13 tỷ đồng sự cố nổ Lò Biomass 03; 200 triệu đồng chi phí dọn hiện trường; 1.510.790.352 đồng tiền bảo hiểm trách nhiệm công cộng về tài sản của bên thứ ba. Với Hợp đồng 0008, 0057 (hai hợp đồng được công nhận có hiệu lực bởi cả hai bên), thì buộc bị đơn bồi thường 500 triệu đồng thiệt hại ảnh hưởng tới Lò Biomass 02. Về bồi thường thiệt hại do chậm thực hiện nghĩa vụ bồi thường bảo hiểm sau 15 ngày kể từ ngày 19 tháng 11 năm 2015 cho đến ngày xét xử sơ thẩm ngày 11 tháng 10 năm 2016, buộc bồi thường 1.167.428.159 đồng theo lãi suất cơ bản do Ngân hàng Nhà nước ban hành. Tổng cộng, Tòa án buộc bị đơn bồi thường 16.378.218.511 đồng.
Bên cạnh đó, Tòa đình chỉ phần yêu cầu khởi kiện của nguyên đơn đã rút gồm: công nhận hiệu lực Hợp đồng 0009, rút yêu cầu bị đơn phải chịu trách nhiệm bồi thường liên quan tới hợp đồng này; đình chỉ phần đã rút yêu cầu về bồi thường bảo hiểm trách nhiệm công cộng về người là 633 triệu đồng; không tính lãi phạt quá hạn 150% trong yêu cầu bồi thường thiệt hại; đình chỉ yêu cầu bồi thường 4.984.750.678 đồng.
Tòa án sơ thẩm kết luận nguyên đơn thắng kiện, buộc bị đơn trả lại chi phí thẩm định giá là 134 triệu đồng cho nguyên đơn. Ngoài ra, Tòa án cấp sơ thẩm còn quyết định về trách nhiệm chậm thi hành án, án phí và quyền kháng cáo của các đương sự.

### Phúc thẩm
Ngày 20 tháng 10 năm 2016, sau phiên xét xử sơ thẩm, bị đơn PJICO không nhất trí với phán quyết của Tòa nên đã có đơn kháng cáo toàn bộ gửi Tòa án nhân dân tỉnh Đồng Nai. Đến ngày 6 tháng 3 năm 2017, tại số 40 đường Cách Mạng Tháng Tám, phường Quang Vinh, thành phố Biên Hòa, tỉnh Đồng Nai, phiên phúc thẩm ra quyết định sửa bản án sơ thẩm như sau: Tòa án nhân dân tỉnh Đồng Nai bác toàn bộ yêu cầu kháng cáo của bị đơn PJICO, giữ nguyên bản án sơ thẩm. Bên cạnh đó, kể từ ngày nguyên đơn có đơn yêu cầu thi hành án, nếu bị đơn không thanh toán số tiền trên và tiền chi phí thẩm định giá thì phải chịu lãi suất chậm trả theo mức lãi suất cơ bản do Ngân hàng Nhà nước quy định tương ứng với số tiền chậm trả tại thời điểm thanh toán. Ngoài ra, Tòa án cấp phúc thẩm còn quyết định về án phí.

### Kháng nghị
Sau khi xét xử phúc thẩm, PJICO có đơn đề nghị xem xét bản án phúc thẩm nêu trên theo thủ tục giám đốc thẩm. Ngày 8 tháng 2 năm 2018, Viện trưởng Viện kiểm sát nhân dân cấp cao tại Thành phố Hồ Chí Minh kháng nghị bản án phúc thẩm nêu trên, đề nghị Ủy ban Thẩm phán Tòa án nhân dân cấp cao tại Thành phố Hồ Chí Minh xét xử giám đốc thẩm hủy bản án kinh doanh thương mại phúc thẩm của Tòa án nhân dân tỉnh Đồng Nai và hủy toàn bộ bản án kinh doanh thương mại sơ thẩm của Tòa án nhân dân thành phố Biên Hòa, tỉnh Đồng Nai; giao hồ sơ vụ án trở lại cho Tòa án nhân dân thành phố Biên Hòa, tỉnh Đồng Nai xét xử sơ thẩm lại theo đúng quy định pháp luật.

## Giám đốc thẩm
Ngày 26 tháng 6 năm 2018, với yêu cầu kháng nghị của Viện trưởng Viện kiểm sát nhân dân cấp cao tại Thành phố Hồ Chí Minh, Ủy ban Thẩm phán Tòa án nhân dân cấp cao tại Thành phố Hồ Chí Minh đã mở phiên xét xử giám đốc thẩm tại trụ sở tòa ở số 124 đường Nam Kỳ Khởi Nghĩa, phường Bến Nghé, Quận 1, Thành phố Hồ Chí Minh. Tại phiên tòa, đại diện Viện kiểm sát nhân dân cấp cao tại Thành phố Hồ Chí Minh đề nghị Ủy ban Thẩm phán Tòa án nhân dân cấp cao tại Thành phố Hồ Chí Minh chấp nhận kháng nghị của Viện trưởng.

### Nhận định của tòa án
Nhận định của Hội đồng xét xử giám đốc thẩm Tòa cấp cao, Quyết định 28/2018/KDTM-GĐT.
Trong phiên giám đốc thẩm, Hội đồng xét xử Tòa cấp cao có những nhận định về vụ án. Hội đồng căn cứ theo các tài liệu, chứng cứ có trong hồ sơ vụ án và lập luận: nguyên đơn cung cấp, lắp đặt và vận hành ba lò hơi công nghiệp cho Giấy Sài Gòn. Đồng thời, nguyên đơn và PJICO Đồng Nai ký kết năm hợp đồng bảo hiểm nồi hơi và bảo hiểm trách nhiệm công cộng là Hợp đồng 0006, 0010, 0007, 0008 và 0057. Ngày 13 tháng 11 năm 2015, tại Giấy Sài Gòn xảy ra sự cố nổ Lò Biomass 03, các cơ quan điều tra đã trưng cầu giám định nguyên nhân dẫn đến sự cố và có kết luận vụ nổ là do lỗi kỹ thuật, không có dấu hiệu của tội phạm. Sự cố nổ lò hơi không chỉ gây ra thiệt hại cho những tài sản của nguyên đơn mà còn ảnh hưởng đến tài sản của bên thứ ba tức Giấy Sài Gòn. Những tài sản bị thiệt hại tại Giấy Sài Gòn nằm trong phạm vi bảo hiểm theo Giấy chứng nhận bảo hiểm nên nguyên đơn được bồi thường bảo hiểm về giá trị bị thiệt hại theo quy định của pháp luật.
Hội đồng xét xử căn cứ Luật Kinh doanh bảo hiểm đối với việc tổn thất và bồi thường, kết luận: phải thực hiện việc giám định tổn thất để xác định nguyên nhân và mức độ tổn thất. Để từ đó, có căn cứ xác định khoản tiền bị đơn phải bồi thường. Nhưng Tòa án cấp sơ thẩm và Tòa án cấp phúc thẩm chỉ quyết định thẩm định giá trị tài sản để từ đó lấy căn cứ buộc bị đơn bồi thường là không có căn cứ vì thẩm định giá là việc cơ quan, tổ chức có chức năng thẩm định giá xác định giá trị bằng tiền của các loại tài sản theo quy định của Bộ luật Dân sự phù hợp với giá thị trường tại một địa điểm, thời điểm nhất định, phục vụ cho mục đích nhất định theo tiêu chuẩn thẩm định giá. Mặt khác, theo quy định tại Hợp đồng 0006 về mức khấu trừ như sau: mức khấu trừ là khoản tiền người được bảo hiểm tự gánh chịu trong trường hợp có tổn thất xảy ra, mức khấu trừ trong Hợp đồng này là 5% giá trị tổn thất tối thiểu là 10 triệu đồng/mỗi vụ tổn thất. Nhưng Tòa án cấp sơ thẩm và Tòa án cấp phúc thẩm không xem xét thỏa thuận này trong hợp đồng mà buộc bị đơn phải bồi thường toàn bộ thiệt hại là không đúng thỏa thuận của Hợp đồng, làm thiệt hại quyền lợi của bị đơn.
Đối với Hợp đồng 0008: sau khi xảy ra sự việc, hai bên thống nhất để Công ty cổ phần giám định B thực hiện việc giám định. Nhưng Công ty cổ phần giám định B chưa giám định xong tổn thất do nguyên đơn chưa cung cấp đủ hồ sơ, Tòa án cấp sơ thẩm và Tòa án cấp phúc thẩm không xem xét vấn đề này mà đã buộc bị đơn phải bồi thường cho nguyên đơn khi chưa đủ chứng cứ là không có căn cứ. Nguyên đơn chưa cung cấp được chứng cứ để chứng minh đã bồi thường thiệt hại về vật chất cho bên thứ ba, nhưng Tòa án cấp sơ thẩm và Tòa án cấp phúc thẩm đều buộc bị đơn phải bồi thường trách nhiệm công cộng theo Hợp đồng 0010 và 0057 số tiền 1.510.790.352 đồng là chưa có căn cứ. Ngoài ra, giấy kiểm định kỹ thuật của Trung tâm kiểm định Công nghiệp II xác định: lần kiểm định trước tháng 10 năm 2013, nhưng hợp đồng bảo hiểm và chứng thư thẩm định giá lại xác định Lò Biomass sản xuất năm 2014, nhưng Tòa án cấp sơ thẩm và Tòa án cấp phúc thẩm chưa làm rõ vấn đề này thì đã quyết định buộc bị đơn phải bồi thường cho nguyên đơn là chưa đủ căn cứ.

### Quyết định
Từ nhận định này, Hội đồng xét xử giám đốc thẩm, Tòa án nhân dân cấp cao tại Thành phố Hồ Chí Minh ra quyết định: chấp nhận kháng nghị của Viện trưởng Viện kiểm sát nhân dân cấp cao tại Thành phố Hồ Chí Minh; hủy toàn bộ bản án kinh doanh thương mại phúc thẩm của Tòa án nhân dân tỉnh Đồng Nai và hủy toàn bộ bản án kinh doanh thương mại sơ thẩm của Tòa án nhân dân thành phố Biên Hòa, tỉnh Đồng Nai giữa nguyên đơn là Công ty trách nhiệm hữu hạn Nam Thái Nguyễn với bị đơn là Tổng công ty cổ phần bảo hiểm Petrolimex; giao hồ sơ vụ án cho Tòa án nhân dân thành phố Biên Hòa, tỉnh Đồng Nai xét xử sơ thẩm lại theo đúng quy định pháp luật. Quyết định giám đốc thẩm có hiệu lực pháp luật kể từ ngày ra quyết định.